# Washington attraversa il fiume Delaware
Washington attraversa il fiume Delaware (Washington Crossing the Delaware) è un quadro olio su tela realizzato nel 1851 da Emanuel Leutze. Tale opera commemora l'attraversamento del fiume Delaware da parte del generale George Washington la notte tra il 25 e il 26 dicembre del 1776, durante la guerra d'indipendenza americana. Tale azione diede il via all'attacco a sorpresa che si concluse con la battaglia di Trenton nell'omonima località del New Jersey in cui gli americani sconfissero le forze dell'Assia, che appoggiavano gli inglesi.
In origine tale opera faceva parte della collezione Kunsthalle a Brema in Germania e fu danneggiato in un bombardamento britannico nel 1942. Il figlio dell'autore ne aveva però dipinto una seconda versione, che si trova ora al Metropolitan Museum of Art di New York. Ci sono perciò molte copie, una delle quali si trova nell'ala ovest della Casa Bianca.

## Storia
Leutze crebbe negli Stati Uniti e tornò in Germania da adulto, dove concepì l'idea del dipinto durante la rivoluzione del 1848. Sperando così di incoraggiare le rivoluzioni liberali europee attraverso l'esempio americano, e usando i turisti americani e gli studenti di arte come modelli e assistenti, tra di essi Worthington Whittredge e Andreas Achenbach, terminò il suo primo quadro nel 1850. Dopo che fu completato, l'opera fu danneggiata dal fuoco nel suo studio, quindi restaurata e acquistata dalla Kunsthalle di Brema. Nel 1942, durante la seconda guerra mondiale, fu distrutto durante un raid inglese della RAF (il che fece nascere barzellette sul fatto che gli inglesi si fossero finalmente vendicati della guerra d'indipendenza americana).
Il secondo dipinto, una replica dello stesso ordine di grandezza del primo, fu iniziato nel 1850 e posto in un'esposizione a New York nell'ottobre del 1851. In tale occasione fu visto da più di 50.000 persone. In origine fu acquistato per 10.000 dollari, per il tempo una somma elevata, dal maresciallo O. Roberts. Dopo vari passaggi di proprietà, fu infine donato al museo d'arte moderna di New York dal filantropo John Stewart Kennedy (1830-1909) nel 1897.
Il dipinto fu preso in prestito almeno due volte nel corso della storia. All'inizio degli anni cinquanta fu parte di una mostra a Dallas in Texas. Dal 1952 per molti anni a Washington Crossing in Pennsylvania nella Chiesa Metodista, non lontano dal luogo dove si svolse la scena dipinta. Oggi si trova al museo di arte moderna di New York.
Nel 2003 è stato deturpato quando una ex guardia del Museo vi ha incollato sopra una foto degli attacchi terroristici dell'11 settembre 2001. Nessun danno permanente è stato causato.

## Tema
Il dipinto si distingue per la composizione artistica. Il Generale Washington è evidenziato in modo innaturale da un cielo luminoso, mentre il suo viso risplende in pieno sole. I colori sono costituiti da toni prevalentemente scuri, come è da aspettarsi all'alba, ma ci sono riflessi rossi ripetuti in tutto il dipinto. Lo scorcio, la prospettiva e le barche lontane, tutto serve per dare profondità al dipinto e far risaltare in primo piano l'imbarcazione su cui si trova Washington.
Le persone presenti nell'imbarcazione rappresentano idealmente uno spaccato del popolo delle colonie americane, tra cui un uomo con un berretto scozzese e, accanto a lui, un uomo di origine africana con le spalle rivolte alla prua; due rudi uomini della frontiera in azione a prua e poppa, due agricoltori con cappelli a tesa larga verso il fondo (di cui uno con la testa fasciata) e un vogatore in camicia rossa, con fattezze androgine forse rappresentante una donna in vestiti da uomo. C'è anche un uomo nella parte posteriore della barca che sembra essere un nativo americano.
L'uomo in piedi accanto a Washington che tiene la bandiera è il tenente James Monroe, futuro presidente degli Stati Uniti. Inoltre, il generale Edward Hand (1744-1802), colui che ha accettato la spada di resa di Charles Cornwallis durante l'assedio di Yorktown, è rappresentato seduto all'interno dell'imbarcazione tenendosi il cappello.

## Inesattezze storiche
La bandiera raffigurata è la bandiera originale degli Stati Uniti (la "Stelle e Strisce"), il cui progetto non esisteva al momento del passaggio di Washington. Il design della bandiera è stato definito solo il 14 giugno 1777, con la Flag Resolution del Secondo congresso continentale, e sventolò per la prima volta il 3 settembre, 1777 e dopo aver attraversato le strade di Washington nel 1776. Una bandiera storicamente accurata sarebbe stata quella Grand Union, ufficialmente issata da Washington stesso il 2 gennaio 1776, a Cambridge, Massachusetts, come lo standard dell'esercito Continentale e la prima bandiera nazionale.
Preoccupazioni artistiche sono la fonte di ulteriori errori se rilevati dagli storici. Ad esempio, la barca è del modello sbagliato, in quanto sembra troppo piccola per trasportare tutti gli occupanti rimanendo a galla, ma questo sottolinea la lotta dei soldati ai remi. Esistono fonti di luce misteriose oltre il sole, come si può vedere sulla faccia del vogatore anteriore e si capisce dalle ombre sull'acqua, volute per aggiungere profondità.
La traversata ha avuto luogo nel cuore della notte, per cui non avrebbe dovuto esserci che la poca luce naturale, ma questo avrebbe fatto dipingere un quadro ben diverso. Il fiume è modellato sul Reno, dove il ghiaccio tende a formare in blocchi irregolari, come nella foto, non in fogli grandi, come è più comune in Delaware. Tuttavia, si è ipotizzato che il fiume Delaware fosse veramente ghiacciato, come indicato a causa della piccola era glaciale che stava avvenendo in quel momento.  Inoltre, il Delaware nel punto oggi denominato Washington Crossing è molto più stretto del fiume raffigurato nel dipinto. È anche piovuto durante la traversata. Quindi, gli uomini non hanno portato i cavalli o artiglieria da campo attraverso il fiume nelle barche, ma invece li avevano trasportati tramite traghetti.
Infine, la posizione di Washington, che ha lo scopo di rappresentarlo in maniera eroica, sarebbe stata molto difficile da mantenere viste le condizioni di tempesta durante la traversata. Considerando che è in piedi in una barca a remi, un tale atteggiamento avrebbe rischiato di far rovesciare la barca. Tuttavia, lo storico David Hackett Fischer ha sostenuto che tutti sarebbero stati in piedi per evitare l'acqua ghiacciata sul fondo della barca (le barche effettivamente utilizzate hanno bordi più alti).

## Nella cultura di massa

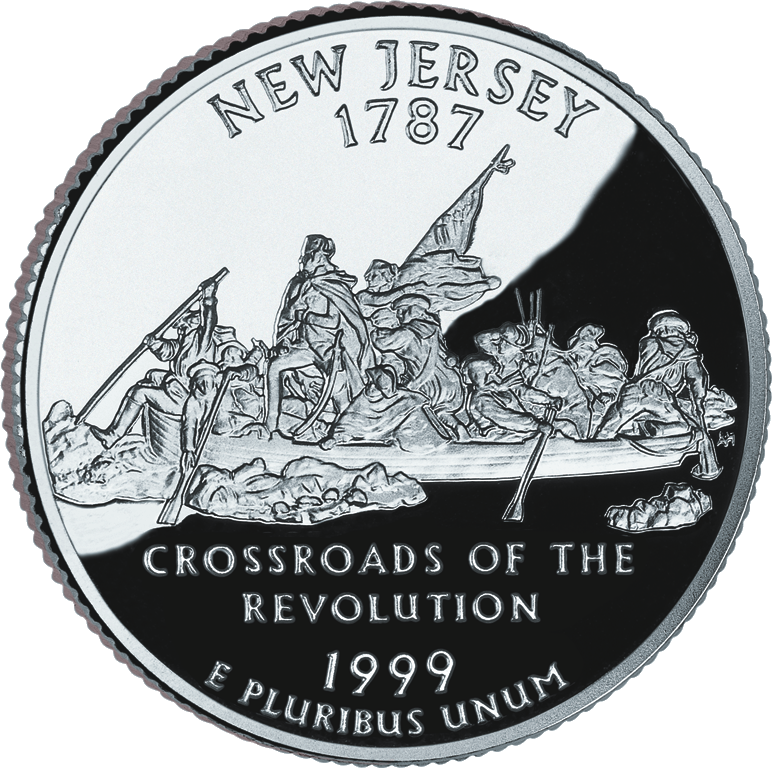
Il dipinto raffigurato nella moneta da 25 centesimi di dollaro del New Jersey

- Washington attraversa il fiume Delaware è anche il titolo di un sonetto composto da David Shulman. Esso si riferisce alla scena dipinta e si compone di 14 righe in rima, in cui ciascuna costituisce l'anagramma del titolo.
- Il pittore William H. Powell (1823-1879) realizzò un dipinto che deve molto al lavoro Luetze: esso raffigura il comandante Oliver Perry nel suo trasferimento da una nave all'altra nel corso della battaglia del lago Erie durante la guerra anglo-americana del 1812. Il dipinto originale è ora appeso nella Ohio Statehouse, e Powell in seguito ne ha creato una versione più grande, con una maggiore luce e quindi più tonalità di colori che pende nel Campidoglio a Washington. In entrambe le opere di Powell, Perry è mostrato in piedi in una piccola barca a remi circondato da molti uomini in uniforme. Il dipinto a Washington mostra la direzione di marcia da destra a sinistra, e l'immagine di Perry mostra una direzione inversa di movimento, ma le due composizioni sono sorprendentemente simili. In entrambi i dipinti uno degli occupanti della barca ha la testa fasciata.
- Washington chiama a raccolta le truppe a Monmouth, lavoro collegato a quello di Leutze può essere visto negli sala di lettura della Biblioteca Doe presso l'Università della California a Berkeley[3].
- Nel 1953, l'artista di pop art Larry Rivers ha dipinto la sua versione dell'opera che si trova nel Museo di arte moderna di New York[4].
- L'artista Grant Wood fece uso del quadro per comporre lo sfondo della sua opera Figlie della Rivoluzione (Daughters of Revolution). Esso è un colpo alle D.A.R. esaminando quello che Wood interpreta come elitarismo ingiustificato.
- Il dipinto è ottenibile nel videogioco Animal Crossing tra i dipinti classici[5].
- La locandina del film Winnie the Pooh - Nuove avventure nel Bosco dei 100 Acri del 2011 raffigura i personaggi della serie in un vaso di miele che naviga sul miele. Tigro è il rematore e Winnie assume la stessa posizione di Washington[6].
- Nella canzone "Lydia, the Tattooed Lady" scritta da Yip Harburg e Harold Arlen per il film "Tre pazzi a zonzo" si fa esplicitamente riferimento a questo dipinto: "She can give you a view of the world/In tattoo if you step up and tell her where/For a dime you can see Kankakee or Paree/Or Washington crossing the Delaware".